# Strzyżów nad Wisłokiem
Strzyżów nad Wisłokiem – stacja kolejowa w Strzyżowie, w województwie podkarpackim, w Polsce, na linii Rzeszów Główny – Jasło.

## Ruch pasażerski
| Rok  | Wymiana pasażerska na dobę |
| ---- | -------------------------- |
| 2017 | 50-99                      |
| 2022 | 300-499                    |